# Matthias Arndt
Matthias Arndt (* 1968 in Frankfurt am Main) ist ein deutscher Kunst- und Kulturmanager. Er war Gründer der Galerie Arndt & Partner und gilt als Experte für asiatische zeitgenössische Kunst.

## Leben
Arndt absolvierte nach einem Wirtschaftsabitur zunächst eine Bankausbildung und wechselte mit 20 Jahren zum Kunstbetrieb. Begleitend zu seinem Studium der Kunstwissenschaften und der Kunstpädagogik an der Kunsthochschule Kassel betrieb er 1990 bis 1992 ein Galerieprojekt in Kassel, für das er den Kulturförderpreis der Stadt erhielt. Bei der documenta X 1997 war er – zusammen mit Ulrike Kremeier – für den Führungs- und Besucherdienst zuständig und gründete dafür die Firma artservices. Es folgte die Konzeption der Berliner Kunstplattform Kunstherbst Berlin, die Entwicklung des Besucherdienstes der Expo 2000, sowie die Beratung der mit der Umsetzung beauftragten TUI Group. Schließlich hatte Arndt mit artservices für die Volkswagen AG den Führungs- und Besucherdienst der AUTOSTADT Wolfsburg konzipiert. Von 1996 bis 2004 war er als Dozent am Institut für Kultur- und Medienmanagement in Berlin tätig. Matthias Arndt lebt in Berlin und Melbourne.

## Wirken als Galerist
Im Herbst 1994 eröffnete Matthias Arndt, zusammen mit der Bilderrestauratorin Anna Lubinus, die Galerie Arndt & Partner, zuerst in den Hackeschen Höfen in Berlin, später an verschiedenen Standorten der Stadt. Die Galerie veranstaltete bis 2016 etwa 320  Ausstellungen in Berlin den Standorten Zürich, New York, Sydney, Melbourne und Singapur sowie 140 internationale Messeteilnahmen, unter anderem auf der Art Basel, der Frieze Art Fair, der Art Cologne und der Art Basel Miami und der Art Basel Hong Kong. Arndt ist Herausgeber von über 70 Künstlermonographien, Werkverzeichnissen und thematischen Publikationen. Zu den vertretenen Künstlern gehören Gilbert & George, Sophie Calle, Erik Bulatov, Jitish Kallat, Rodel Tapaya, Jigger Cruz, Eko Nugroho, Entang Wiharso und  Julian Rosefeldt.
Seit Frühjahr 2010 führte Matthias Arndt seine Aktivitäten unter der Firma ARNDT fort. Seit Januar 2013 in Singapur, richtet er bis 2017 thematische Ausstellungen und Einzelpräsentationen von Künstlern aus China und Südostasien aus. Auch konzipiert ARNDT kuratorische Projekte im kommerziellen und institutionellen Bereich und an unkonventionellen Orten. Arndt wirkt, über den herkömmlichen Galeriebetrieb hinaus, als Experte für Künstler, Privat- und Unternehmenssammlungen und Museen. ARNDT fine art Singapore hatte ihren Sitz zeitweise in den Gillman Barracks, einem Kunstzentrum in einer ehemaligen britischen Kaserne. 2015 gründete Matthias Arndt die Arndt Art Agency (A3) in Berlin, die Künstler und Museen berät.

## Ausstellungen
- 2015:  Otto Piene (Berlin); Gilbert & George UTOPIAN PICTURES (Singapore)
- 2014: Heinz Mack (Singapore); Julian Rosefeldt: Meine Heimat ist ein düsteres, wolkenverhangenes Land (Berlin)
- 2013: SIP! INDONESIAN ART TODAY / SENI RUPA INDONESIA KINI: The past three generations of Indonesian Contemporary Art (Berlin)
- 2012: MIGRATION MELBOURNE EDITION, Melbourne Pop Up Exhibition, Ormond Hall